# Arboga landsfiskalsdistrikt
Arboga landsfiskalsdistrikt var 1918–1964 ett landsfiskalsdistrikt i Västmanlands län, bildat när Sveriges indelning i landsfiskalsdistrikt trädde i kraft den 1 januari 1918, enligt beslut den 7 september 1917. Den 1 januari 1965 avskaffades i Sverige samtliga landsfiskaler och landsfiskalsdistrikt, och deras arbetsuppgifter delades upp på de nyskapade indelningarna polisdistrikt, åklagardistrikt och kronofogdedistrikt.
Landsfiskalsdistriktet låg under länsstyrelsen i Västmanlands län.

## Ingående områden
När Sveriges nya indelning i landsfiskalsdistrikt trädde i kraft den 1 oktober 1941 (enligt kungörelsen den 28 juni 1941) tillfördes Arboga stad i polis- och åklagarhänseende, efter att stadsfiskalstjänsten i staden upphört, men inte i utsökningshänseende. Kungsörs köpings distriktsåklagartjänst upphörde dessutom. 1 januari 1947 inkorporerades Säterbo landskommun i Arboga stad. 1 januari 1948 förenades Arboga stad med distriktet även i utsökningshänseende, och tillhörde då i alla avseenden landsfiskalsdistriktet. När Sveriges nya indelning i landsfiskalsdistrikt trädde i kraft den 1 januari 1952 (enligt kungörelsen 1 juni 1951) ändrades inte distriktets omfattning, men antalet kommuner inom landsfiskalsdistriktet minskades vid kommunreformen 1952 genom sammanslagning med grannkommuner.

### Från 1918
Åkerbo härad:
- Arboga landskommun
- Björskogs landskommun
- Kung Karls landskommun
- Kungs-Barkarö landskommun
- Kungsörs köping
- Medåkers landskommun
- Säterbo landskommun
- Torpa landskommun

### Från 1 oktober 1941
- Arboga stad (förutom i utsökningshänseende, som staden skötte själv)[3]

Åkerbo härad:
- Arboga landskommun
- Björskogs landskommun
- Kung Karls landskommun
- Kungs-Barkarö landskommun
- Kungsörs köping
- Medåkers landskommun
- Säterbo landskommun
- Torpa landskommun

### Från 1947
- Arboga stad (förutom i utsökningshänseende, som staden skötte själv)[3]

Åkerbo härad:
- Arboga landskommun
- Björskogs landskommun
- Kung Karls landskommun
- Kungs-Barkarö landskommun
- Kungsörs köping
- Medåkers landskommun
- Torpa landskommun

### Från 1948
- Arboga stad

Åkerbo härad:
- Arboga landskommun
- Björskogs landskommun
- Kung Karls landskommun
- Kungs-Barkarö landskommun
- Kungsörs köping
- Medåkers landskommun
- Torpa landskommun

### Från 1 januari 1952
- Arboga stad
- Kung Karls landskommun
- Kungsörs köping
- Medåkers landskommun